# Cratere Nzame
Nzame è un cratere sulla superficie di Rea.